# Mesjada (epos)

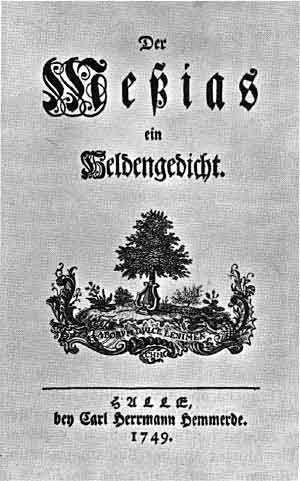
Strona tytułowa wydania z 1749 roku

Mesjada (org. Der Messias) – epos Friedricha Gottlieba Klopstocka publikowany w latach 1748-1773.
Utwór opowiada o śmierci i zmartwychwstaniu Jezusa Chrystusa. Utwór napisany jest heksametrem, składa się z 19468 wersów, ułożonych w 20 pieśni. Klopstock włączył do eposu zarówno wydarzenia opisane w Nowym Testamencie, jak i apokryficzne (do elementów niekanonicznych należą m.in. opis piekła, historie wypraw archanioła Gabriela i postać diabła Abadonny, żałującego za swoje grzechy i współczującego cierpiącemu Jezusowi). Utwór spotkał się z krytyką klasycystów (m.in. przez Johanna Christopha Gottscheda), pozytywnie postrzegali go natomiast m.in. Johann Jakob Bodmer, Johann Jakob Breitinger. Nawiązanie do Mesjady pojawiło się w Cierpieniach młodego Wertera. Na ten utwór powoływał się również Adam Mickiewicz, wykazując na jego przykładzie bezzasadność arbitralnego dzielenia utworów literackich na klasyczne  i romantyczne. Utwór rozpoczyna się apostrofą:
Sing, unsterbliche Seele, der sündigen Menschen Erlösung,
Die der Messias auf Erden in seiner Menschheit vollendet
Und durch die er Adams Geschlechte die Liebe der Gottheit
Mit dem Blute des heiligen Bundes von neuem geschenkt hat.